# イアン・ハンター (歌手)
イアン・ハンター（Ian Hunter、1939年6月3日 - ）は、イングランドのシンガーソングライター。イギリスのロック・バンド、モット・ザ・フープルのリード・シンガーとして1969年の結成から1974年の解散まで、また2009年時点の再結成において在籍したことで最もよく知られている。

## 略歴
ハンターはモット・ザ・フープル加入前からミュージシャンにしてソングライターとして活動しており、バンド脱退後も変わることなくこのスタイルを継続している。健康状態が良くなく、商業的成功に対して幻滅していたにもかかわらず、ソロ・キャリアへと乗り出した。デヴィッド・ボウイのアルバム『ジギー・スターダスト・アンド・ザ・スパイダーズ・フロム・マーズ』時代からボウイのサイドマンにしてアレンジャーだったミック・ロンソンと、よくコラボレーションにより活動した。
モット・ザ・フープルは一定の商業的成功に達し、少数ながら熱心なファン層を魅了した。あまり知られていないことであるが、ハンターはソロ・アーティストとして、ロック・メインストリームの外側でより広範囲にわたり活動していた。彼の最もよく知られるソロの楽曲は「Once Bitten, Twice Shy」と「Cleveland Rocks」である。
ハンターは2015年に初めての日本公演を行った。1980年代半ばから日本に在住しているモット・ザ・フープルの元キーボーディスト、モーガン・フィッシャーがゲストとしてアンコールに登場した。

## ディスコグラフィ

### ソロ・アルバム
- 『双子座伝説』 - Ian Hunter (1975年)
- 『流浪者 (ながれもの)』 - All American Alien Boy (1976年)
- 『オーヴァーナイト・エンジェルス』 - Overnight Angels (1977年)
- 『バイオレンスの煽動者』 - You're Never Alone with a Schizophrenic (1979年)
- 『ウェルカム・トウ・ザ・クラブ』 - Welcome to the Club (1980年) ※ライブ
- 『双璧のアウトサイダー』 - Short Back 'n' Sides (1981年)
- 『孤独のハンター』 - All of the Good Ones Are Taken (1983年)
- 『一匹狼』 - YUI Orta (1990年) ※with ミック・ロンソン
- BBC Live in Concert  (1995年) ※ライブ
- Dirty Laundry (1995年)
- The Artful Dodger (1996年)
- 『ザ・ベスト・オブ・イアン・ハンター - ワンス・ビトゥン・トゥワイス・シャイ』 - Once Bitten Twice Shy (2000年) ※コンピレーション
- 『ミッシング・イン・アクション』 - Missing in Action (2000年) ※ライブ・コンピレーション
- Rant (2001年)
- Strings Attached (2004年)
- Just Another Night (2004年) ※DVD
- The Truth, The Whole Truth, Nuthin' But The Truth (2005年)
- 『シュランケン・ヘッド』 - Shrunken Heads (2007年)
- 『マン・オーヴァーボード』 - Man Overboard (2009年)
- When I'm President (2012年) ※with The Rant Band
- Live In The UK 2010 (2014年) ※with The Rant Band、ライブ
- 『フィンガーズ・クロスト』 - Fingers Crossed (2016年) ※with The Rant Band

### ソロ・シングル
| 発表年 | タイトル                                     | チャート最高位 | チャート最高位 | チャート最高位 | チャート最高位 |
| 発表年 | タイトル                                     | 全英           | 全米           | 全米 メイン    | 豪             |
| ------ | -------------------------------------------- | -------------- | -------------- | -------------- | -------------- |
| 1975   | "Once Bitten, Twice Shy"                     | 14             | -              | -              | 29             |
| 1976   | "Who Do Ya Love"                             | -              | -              | -              | 83             |
| 1979   | "Just Another Night"                         | -              | 68             | -              | -              |
| 1979   | "When the Daylight Comes - (in white vinyl)" | -              | -              | -              | -              |
| 1981   | "I Need Your Love"                           | -              | -              | 47             | -              |
| 1983   | "All of The Good Ones are Taken"             | -              | -              | 25             | -              |
| 1989   | "American Music"                             | -              | -              | 24             | -              |
| 2007   | "When the World Was Round"                   | 91             | -              | -              | -              |

### モット・ザ・フープル
- 『モット・ザ・フープル』 - Mott The Hoople (1969年)
- 『マッド・シャドウズ』 - Mad Shadows (1970年)
- 『ワイルドライフ』 - Wildlife (1971年)
- 『ブレイン・ケイパーズ』 - Brain Capers (1971年)
- 『すべての若き野郎ども』 - All The Young Dudes (1972年)
- 『革命』 - Mott (1973年)
- 『ロックンロール黄金時代』 - The Hoople (1974年)

## 日本公演
- 2015年1月16, 17, 18日　下北沢GARDEN